# John Bampfylde
John Bampfylde, angleški politik, * 8. april 1691, † 17. september 1750.
Bil je član Parlamenta Velike Britanije za Exeter (1715-1722) in za Devon (1736-1741).